# Desoutter Tools

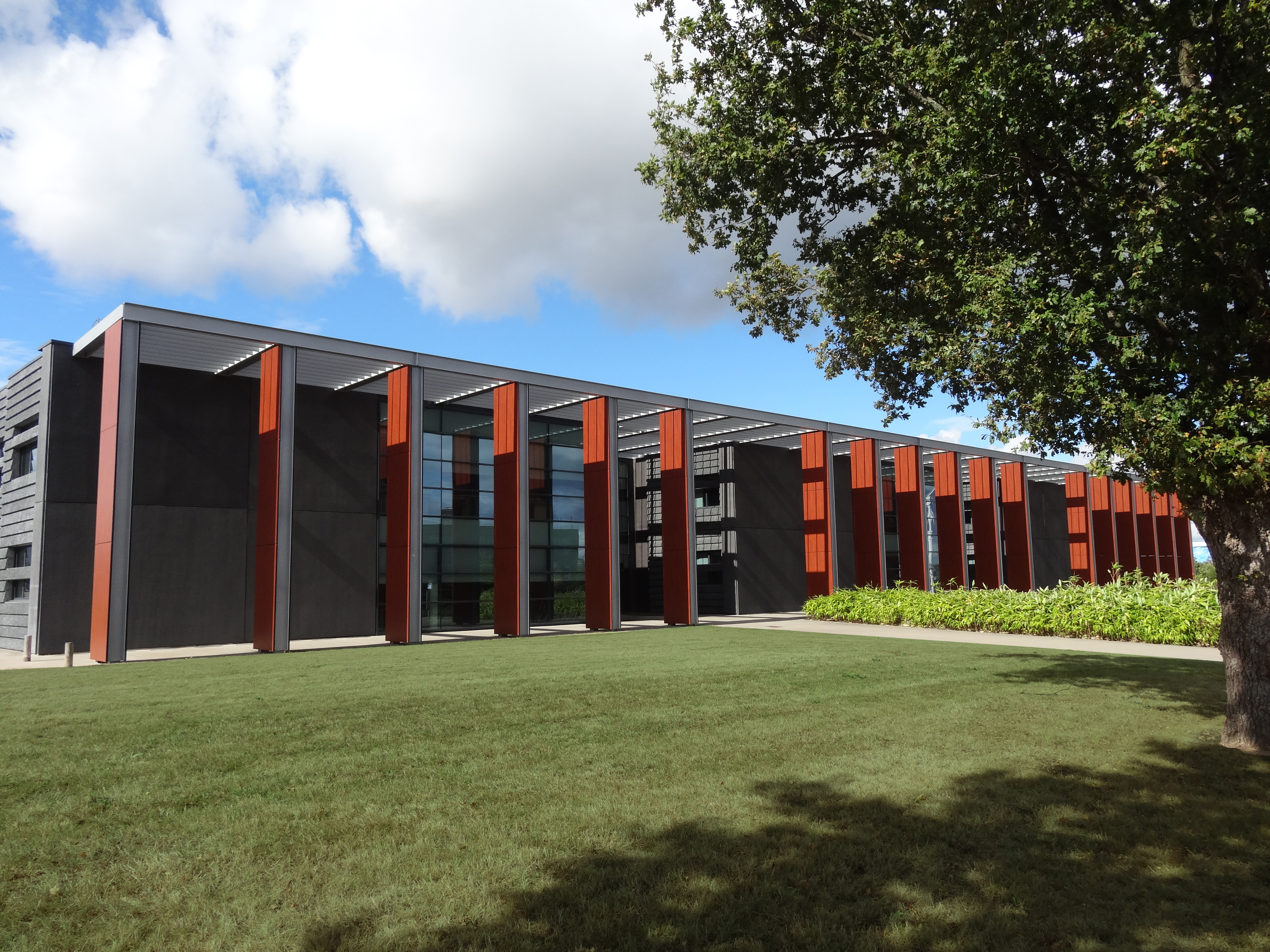
Desoutter Tools main office in Saint-Herblain, 2012

Desoutter Industrial Tools fundada em 1914 e com sede na França, é uma indústria que fornece ferramentas de montagem elétricas e pneumáticas. Os produtos e serviços são vendidos em mais de 170 países através de 20 unidades de negócios. A Desoutter Tools atua em vários campos, tais como Aeroespacial, Automotivo, Veículos leves e pesados, Off-Road e indústria em geral.
As empresas francesas Georges Renault em 1989 e a Seti-Tec em 2011, a americana Tech-motive em 2005 e a sueca Scan Rotor em 2004 foram incorporadas à Desoutter Tools.

## História

### Origens
Marcel Desoutter, um dos cinco irmãos Desoutter, era aviador. Quando perdeu uma perna em um desastre de avião, ele recebeu uma "desconfortável prótese de madeira". Seu irmão Charles ajudou-o a recuperar a mobilidade projetando um protótipo para uma nova perna artificial feita de duralumínio. Essa foi a primeira perna de metal. Mais leve e mais fácil de manobrar que as pernas de madeira, Marcel voltou a voar no ano seguinte.
Esta inovação foi vista com interesse por outras pessoas que precisavam de uma perna artificial mais leve e, assim, foi fundada a Desoutter Company, liderada por Marcel Desoutter.

### Linhas de produtos
Desde o início, a Desoutter precisou desenvolver ferramentas pneumáticas específicas para garantir que os componentes de alumínio dos membros artificiais fossem perfurados com eficiência.
Adaptando-se a vários desenvolvimentos em sua produção, a empresa adquiriu conhecimento neste campo que, na década de 50, decidiram fazer disso seu único negócio.

### Logotipo
A ideia original para este símbolo foi atribuída a Charles Cunliffe, Diretor do departamento de Propaganda da Desoutter por muitos anos após a Segunda Guerra Mundial. Este foi um período de crescimento, particularmente devido ao desenvolvimento de uma nova série de produtos. Seu lançamento foi acompanhado por uma campanha publicitária original que apresentava miniaturas de pessoas vestindo uniformes, porém com cabeça de cavalo.
Este conceito de potência desenvolveu-se em muitas propagandas da marca por aproximadamente vinte anos. Nessa época, a diretoria decidiu que essa seria a imagem da identidade da empresa.
Em 1973, combinou-se a cabeça do cavalo com o texto do logotipo da Desoutter, que foi uma cópia da assinatura de Louis Albert Desoutter, um dos fundadores da empresa.
Para marcar o centenário da marca, o emblema recentemente adotou um design gráfico mais contemporâneo.

### Produtos
| Ferramentas à bateria             | Ferramentas elétricas                 | Ferramentas pneumáticas           | Sistemas de medição | Others                                         |
| --------------------------------- | ------------------------------------- | --------------------------------- | ------------------- | ---------------------------------------------- |
| Ferramentas à bateria série E-LIT | Ferramentas EB com transdutor         | Ferramentas pneumáticas de aperto | Controladores       | Furadeiras e rosqueadeiras com autoalimentação |
| B-Flex                            | Ferramentas EB de corrente controlada | Rebitagem                         | Softwares           | Motores a ar                                   |
|                                   | Ferramentas elétricas de aperto       | Ferramentas de compressão         |                     | Ferramentas variadas                           |
|                                   |                                       | Furadeiras                        |                     | Acessórios                                     |
|                                   |                                       | Rosqueadeiras                     |                     | Industry 4.0 Solutions                         |
|                                   |                                       | Esmerilhadeiras / Lixadeiras      |                     |                                                |

## Leia mais
- Flight magazine, 29 March 1913
- Flight magazine, 2 May 1929
- Flight magazine, 25 April 1952 (Obituary)
- Jackson, A J. British Civil Aircraft since 1919 Volume 2. Putnam, 1973
- Oxford Dictionary of National Biography, Volume15. Oxford University Press, 2004